# Перейр, Жакоб
Жако́б Родри́г Пере́йр (Жа́куб Родри́гиш Пере́йра, фр. Jacob Rodrigue Pereire, порт. Jacob Rodrigues Pereira, 11 апреля 1715 года, Берланга, Испанская империя — 15 сентября 1780 года, Париж, Королевство Франция) — французский сурдопедагог и логопед, инициатор обучения глухих во Франции. Был также известен как полиглот, переводчик и защитник прав евреев во Франции.
Член Лондонского королевского общества (1760).

## Биография
Родился в Берланге (Испания), в семье португальских марранов (евреев, принявших крещение), крещён был под именем Франциско Антонио Родригес. С 1734 года заинтересовался методами обучения глухих, в 1741 году принял иудаизм. В 1741—1746 годах жил в Бордо, где изучал иврит и медицину и где увлёкся девушкой, глухой от рождения, и задался мыслью открыть способ обучения лиц, лишённых способности говорить. В июле 1746 года переехал вместе с ней в Бомон-ан-Ож. Уже в апреле 1749 года он с успехом демонстрировал перед французской академией свой метод обучения на её примере и получил финансирование для последующего обучения своих студентов. В последние годы своей жизни Перейр, оставшийся жить во французской столице, встретил в своей деятельности сильного соперника в лице аббата Лепэ. В 1766 году женился на девушке, бывшей на 30 лет моложе него.
Сущность своего метода, приближающегося к звуковому способу обучения, изложил в «Recueil des savants étrangers» (1769 год, ст. «Observations sur les sourds et muets») и в «Voyage autour du monde» (фр.) Бугенвиля (статья «Dissertation sur l’articulation de l’insulaire d’Otahiti»). Сущность метода Перейра состояла в обучении чтению по губам, жестовому языку на основе французской лексики и обучения чтению. Его дактилологическая азбука подарена внуками Перейра парижскому Институту глухонемых. Пользуясь связями при дворе, ему удалось после продолжительной борьбы добиться отмены некоторых средневековых ограничений, под гнётом которых жили во Франции его единоверцы, переселившиеся из Португалии. Владел португальским, французским, итальянским, испанским и ивритом, перевёл на французский ряд еврейских молитв. В 1765 году стал королевским переводчиком с испанского и португальского языков.